# Biografielijst Ew

## Ewa
- Twee Ewalden (+ca. 695), missionarissen en martelaren
- Georg Heinrich August (Heinrich) Ewald (1803-1875), Duits theoloog en oriëntalist
- Manfred Ewald (1926-2002), Oost-Duits politicus en sportbestuurder
- Paul W. Ewald, Amerikaans evolutiebioloog
- Jacques Ewalds (1940), Nederlands volleyballer
- Fred Ewanuick (1971), Canadees acteur
- Eric Ewazen (1954), Amerikaans componist en muziekpedagoog

## Ewb
- Jennifer Ewbank (1987), Nederlands zangeres, pianiste en componiste
- John Ewbank (1968), Nederlands songwriter en muziekproducent

## Ewe
- Barney Ewell (1918-1996), Amerikaans atleet
- Kayla Noelle Ewell (1985), Amerikaans actrice
- Richard Stoddert Ewell (1817-1872), Amerikaans generaal
- Jade Ewen (1988), Brits zangeres en actrice
- Ewerthon, pseudoniem van Ewerthon Henrique de Souza, (1981), Braziliaans voetballer

## Ewi

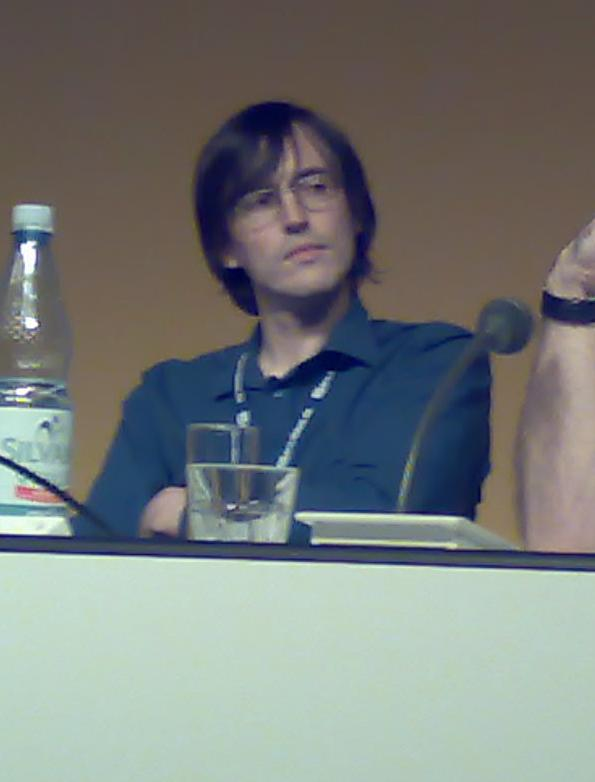
Larry Ewing (2007)

- Daniël Jacob van Ewijck van Oostbroek en De Bilt (1786-1858), Nederlands politicus
- Henricus van Ewijk (1827-1886), Nederlands bisschop
- Jerry van Ewijk (1992), Nederlands voetballer
- Cecil Ewing (1910-1973), Iers golfspeler
- James Ewing (1866-1943), Amerikaans patholoog
- Larry Ewing (19??), Amerikaans computerprogrammeur
- Maria Ewing (1950-2022) Amerikaans operazangeres
- Patrick Ewing (1962), Amerikaans basketbalspeler

## Ewo
- Jon Ewo (1957), Noors schrijver

## Ewr
- Raymond Clarence (Ray) Ewry (1873-1937), Amerikaans atleet